# Angrod
Angrod es un personaje del libro El Silmarillion, del escritor británico J. R. R. Tolkien. Es un príncipe noldo, tercer hijo de Finarfin. Al igual que sus hermanos, partió a la Tierra Media, dejando atrás Valinor, pesando sobre sí la maldición de Mandos. Según el libro Los pueblos de la Tierra Media, Angrod es padre de Orodreth.

## Historia
Príncipe de los Noldor, tercer hijo de Finarfin. No se quedó en Valinor con su padre sino que siguió a su hermano Finrod a la Tierra Media porque se juramentó con Fëanor en contra de Melkor. Vasallo de Finrod custodió, junto con su hermano Aegnor, las pendientes norte de Dorthonion. 
De todos los noldor Angrod era el más amigo y respetado por los sindar, especialmente por Thingol, tanto que fue siempre bien recibido en Menegroth y se atrevió a contarle la razón de la huida de Valinor y de la Maldición de Mandos. Cayó en la Dagor Bragollach, Tolkien no especificó si abrasado por el fuego o muerto por los orcos.

## Significado
Angrod significa ‘héroe de hierro’ en sindarin.

## Su nombre en otros idiomas
- Angaráto en telerin;
- Artanga en quenya;
- en quenya también tenía el sobrenombre de Angamaitë, ‘manos de hierro’.